# ヘイマーケット事件

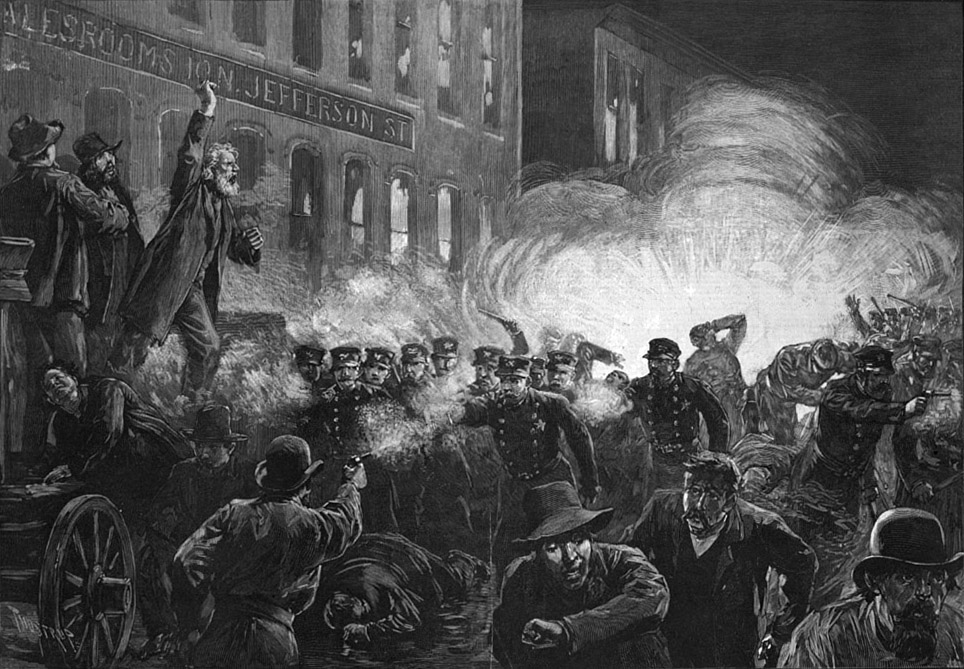
ヘイマーケット事件

ヘイマーケット事件（Haymarket affair）は、1886年5月4日にアメリカ合衆国シカゴ市で発生した暴動。後に国際的なメーデーが創設されるきっかけとなった事件。

## 事件に至る経緯
- 5月1日：8時間労働制を求める労働者のストライキとデモが発生。
- 5月3日：ストライキを行っていた労働者4名が警官により射殺される。
- 5月4日：シカゴ市内のヘイマーケット広場で抗議集会が開かれる。解散を求める警察側との間で爆発物を使用した衝突が発生。警察側7名、労働者側4名の死者を出す。

## 裁判
逃亡中の1人を含めたアルバート・パーソンズら9人のアナキストが起訴され、6月21日から裁判にかけられた。被告人らは皆が無罪を主張したが、検察側は被告人らが共同謀議の末に全シカゴを爆破すると決め、5月4日の爆弾テロに至ったと主張した。しかし、裁判では共同謀議の存在は立証できず、爆弾を投げた実行犯が誰であるかさえ特定できなかった。しかし、判事は陪審団に対して、被告人らが過去に暴力行為を推奨してきた以上、爆弾を投げたのが誰であるにせよ、被告人らは責任を逃れられないと語った。
8月20日、陪審団は3時間の合議の後に、被告人7人に対して絞首刑を、1人に対して懲役15年を評決した。裁判をやり直しを求めた弁護側に対して判事はこれを却下し、「被告の誰かが爆弾投擲に加わったか、あるいはそれを予想したかどうかは枝葉の問題である。陪審員評決を覆すことは、無政府状態の導入につながる」と述べた。
11月10日の朝に死刑囚の1人が自殺し、同日夕方に2人が無期懲役に減刑された。翌11月11日、4人の死刑囚は処刑された。
処刑された中の一人のジョージエンゲルは絞首刑が執行される直前に「アナーキー、万歳！」と最後の言葉を残した。

## その後
事件から6年が経過した1892年6月25日、イリノイ州知事のジョン・ピーター・アルトゲルドは、被告人らが疑う余地なく無罪であり、処刑された4人は冤罪であったと認め、獄中に残されていた3人の囚人を無条件で釈放した。
事件の引き金となったストライキ・デモの発生日である5月1日は、国際的にメーデーとして設定されたが、アメリカでは暴動の記憶を再び呼び起こしかねないとして、9月の第一月曜日をレイバーデーとして設定している。